# Woodworthia maculatus
Woodworthia maculatus es una especie de gecko que pertenece al género Woodworthia de la familia Diplodactylidae. Es una especie vivípara, endémica de Nueva Zelanda.